# Sandimisso
Sandimisso est une localité située dans le département de Bama de la province du Houet dans la région des Hauts-Bassins au Burkina Faso.

## Géographie
Sandimisso est située à 10 km au sud de Bama et à 15 km au nord de Bobo-Dioulasso.

## Éducation et santé
Le centre de soins le plus proche de Sandimisso est le centre de santé et de promotion sociale (CSPS) de Bama tandis que le centre hospitalier régional (CHR) se trouve à Bobo-Dioulasso.